# Асенкритово
Асенкритово — деревня в Убинском районе Новосибирской области. Входит в состав Раисинского сельсовета.

## География
Площадь деревни — 67 гектаров.

## Население
| 2002 | 2007 | 2010 |
| ---- | ---- | ---- |
| 286  | ↘284 | ↘234 |

## Инфраструктура
В деревне по данным на 2007 год функционируют 1 учреждение здравоохранения и 1 учреждение образования.